# 外尔群
在數學裡，尤其是在李群的理論中，一根系的外尔群是指經由正交於根之超平面的鏡面而產生之根系的等距同構群之子群。例如，根系A2包含中心為原點之正六邊形的角。根系的對稱之整個群因此是有12階的二面體群。外尔群產生於將六邊形平分成兩半的線之鏡射；其為6階的二面體群。
半單李群、半單李代數和半單線性代數群等之外尔群為群或代數之根系的外尔群。
除去由Φ的根所定義之超平面會將歐幾里得空間切成有限個開領域，此領域稱為外尔腔。這些領域可以被外尔群的群作用置換，且此一群作用為簡單傳遞的。特別地是，外尔腔的數量是和外尔群的階相同的。任一非零向量都可以以正交於v之超平面v∧將歐幾里得空間分成兩個半空間－v+和v−。若v在某一外尔腔裡，則沒有根會在v∧，所以每一個根都會在v+或v−裡，且若其一根α在一邊，則其另外一根−α會在另外一邊。因此，Φ+ := Φ∩v+包含著Φ正好一半的根。當然Φ+和v有關，但只要v待在同一個外尔腔裡，Φ+就不會改變。根據上述選擇的根系之基為在Φ+內的簡單根，即其不能被寫成於Φ+內另外兩個根之和的根。因此，外尔腔、Φ+和其基決定了另一個，且外尔群在每一狀況下都為簡單傳遞。下面的圖示描繪了根系A2的六個外尔腔，一選定的v及其超平面v∧(以虛線表示)及正根α、β和γ。此例中的基為{α,γ}。
外尔群為考克斯特群的一特例。這表示其有一特殊種類的展現，其中每一產生子xi均為二階，且有異於xi2的關係(xixj)mij。產生子是由簡單根所給出的鏡射，且mij依據根i和j之間的角度為90度、120度、135度或150度等不同(即根據其在鄧肯圖內為不相連、以單邊相連、以雙邊相連、以三邊相連)而分別為2、3、4及6。一外尔群元素的長度為可以以最少字展現其以標準產生子表示之元素的長度。
若G為一在代數閉體上的半單線代數群，且T為一極大環面，則T的正規化子N包含著T，為一有限指數之子群，且G的外尔群W會同構於N/T。若B為G的波萊爾子群且將T選定放在B內，即可得到布吕阿分解
{\displaystyle G=\bigcup _{w\in W}BwB}
其將旗流形G/B的分解映射至舒伯特細胞內。(詳見格拉斯曼空間)

## 定义与样例
令{\displaystyle \Phi }为欧式空间{\displaystyle V}中的根系。对每个根{\displaystyle \alpha \in \Phi }，令{\displaystyle s_{\alpha }}表示关于垂直于{\displaystyle \alpha }的超平面的反射，它可以被显式地写成
{\displaystyle s_{\alpha }(v)=v-2{\frac {(\alpha ,v)}{(\alpha ,\alpha )}}\alpha }，其中{\displaystyle (\cdot ,\cdot )}为{\displaystyle V}上的内积。{\displaystyle \Phi }的外尔群{\displaystyle W}是正交群{\displaystyle O(V)}由所有{\displaystyle s_{\alpha }}生成的子群。由根系的定义，每个{\displaystyle s_{\alpha }}保持了{\displaystyle \Phi }，因此{\displaystyle W}为有限群。